# Opéra de Rennes
Résidence
L'opéra de Rennes est une salle à l'italienne située dans le centre-ville de Rennes. Il a été dessiné par Charles Millardet et bâti par Pierre Louise au XIXe siècle. Il est situé place de la Mairie, dont il constitue l'essentiel du côté oriental face à l'hôtel de ville.
Le bâtiment accueille aujourd'hui essentiellement de l'art lyrique et organise quelques manifestations locales, tels que l'« Opéra en plein air ».
Il est inscrit à l'inventaire des monuments historiques depuis le 29 octobre 1975.

## Description
Situé sur la place centrale du centre-ville, son originalité est d'être inséré dans un projet immobilier comprenant logements et galeries à fonction marchande et protégés par une verrière, à l’arrière de l’opéra. Son autre originalité est de s'adapter à la forme de l'hôtel de ville de Rennes : l’avancée de l'opéra répond au creux de la mairie dessiné par Jacques V Gabriel.
Doté d'une salle à l'italienne de 642 places, c’est un des plus petits opéras de France. Principalement axé sur l’art lyrique, sa fréquentation est proche des 100 %.
L'actuel plafond de la salle fut commandé par le maire de Rennes, Jean Janvier, et réalisé par Jean-Julien Lemordant en 1914. Ce Ciel de Jean-Julien Lemordant est son œuvre principale. Elle représente une danse bretonne avec une vingtaine de danseurs en costume breton et un couple de sonneurs. On connaît au moins 60 études préparatoires à cette grande composition, le musée des Beaux-Arts de Rennes en conservant une.
Le décor peint du salon dit des poilus est attribuée au peintre Camille Godet par Denise Delouche. Le décor, qui figure les champs de bataille de la Première Guerre mondiale, a été réalisé en 1918 et reste mal documenté, fautes d'archives.
Auguste Henri Jobbé-Duval et son frère cadet Gaston Jobbé-Duval sont chargés de la décoration du foyer

## Histoire

### Établissements précédents
De 1693 à l’Incendie de Rennes de 1720, la salle de jeu de paume du Pigeon, située entre la rue Basse-Baudrairie et la place aux Arbres (actuelles rue Baudrairie et place de la Mairie) est louée aux comédiens comme lieu ordinaire de représentation.
Cette salle est réquisitionnée après l’incendie et les spectacles sont transférés à la plus vaste salle de jeu de paume du Cygne, également appelée salle de la Poulaillerie, entre les rues du Champ-Jacquet et de la Fracassière (actuelle rue de Penhoët). Le lieu est aménagé en 1737 en salle à l’italienne. La salle de la Poulaillerie est à son tour délaissée au milieu du XVIIIe siècle pour la salle du Pigeon réaménagée. Celle-ci accueille les représentations jusqu’à sa démolition en 1787. La salle de la Poulaillerie devient alors officiellement la salle de Comédie de Rennes jusqu’en 1836. Elle est réaménagée une dernière fois en 1797, avec une jauge de 811 personnes.

### Établissement contemporain
Au début de la monarchie de Juillet, il est décidé de construire un théâtre sur la place aux arbres face à l’hôtel de ville. Cette construction répond au souhait de mettre Rennes au niveau de villes tels que Nantes, Lorient et Brest. Charles Millardet est chargé d'édifier un théâtre à l'italienne (théâtre ou scène et salle sont strictement séparés).
Il est inauguré le 29 février 1836 après que sa construction eut démarré en 1832 sous de nombreuses polémiques. Son règlement est approuvé par le maire Joseph Joüin le 23 février 1836. 
Dans la nuit du 20 au 21 février 1856, l'opéra subit un incendie, issu d'un feu de cheminée mal éteint dans le foyer public. Alors qu'il est question de détruire l'établissement pour construire un nouvel opéra quelques rues plus loin, il est finalement rénové à l'identique,.

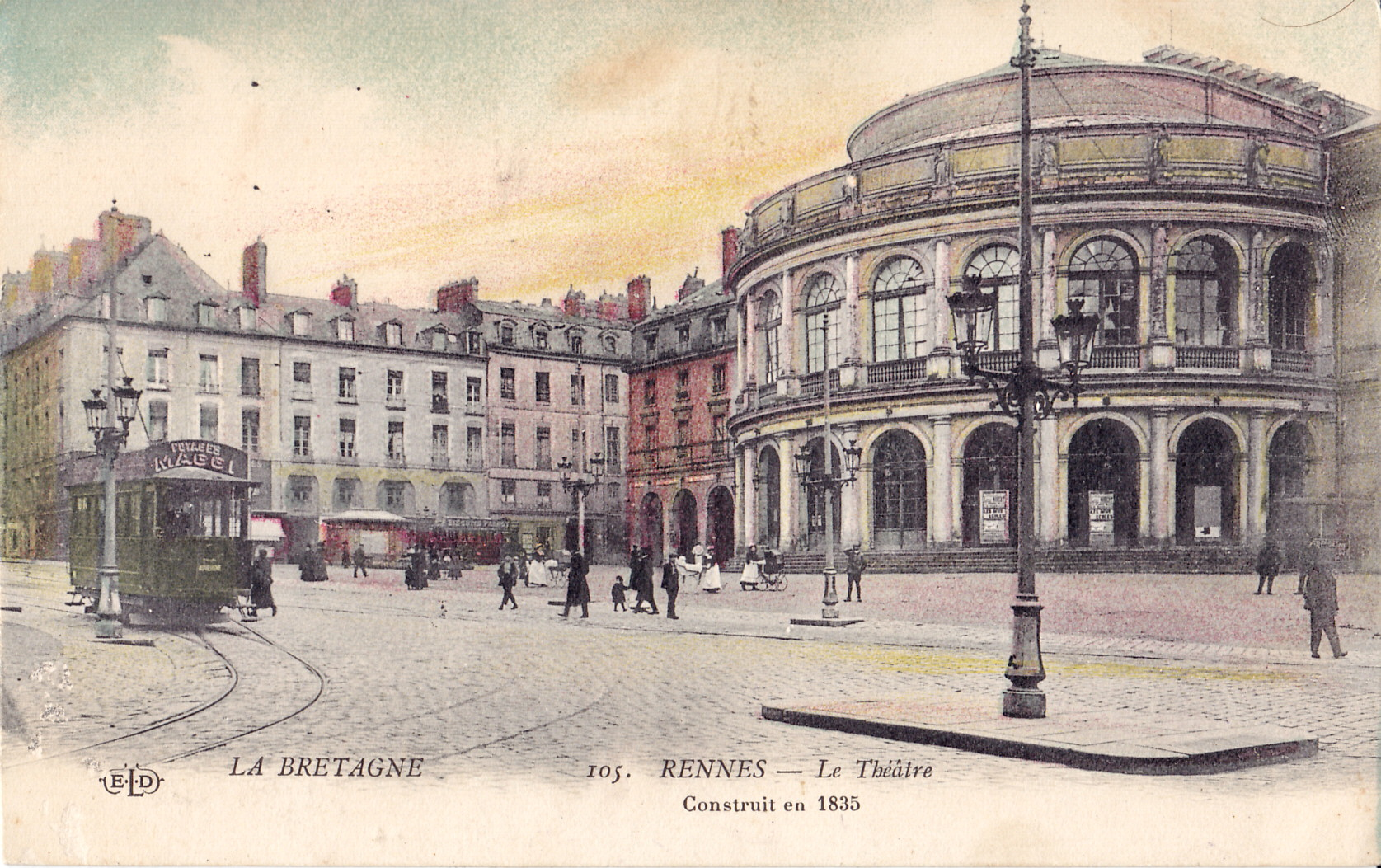
L'Opéra, alors appelé « Théâtre », photographié au début du XXe siècle, avec une rame du tramway de Rennes.

La façade et ses toitures donnant sur la place de la Mairie, ainsi que les souches de cheminées de l'immeuble du 11 Galerie du Théâtre font l’objet d’un classement au titre des monuments historiques depuis le 13 décembre 1961.
Cet ensemble fait l'objet de protections au titre des monuments historiques. La façade et la toiture de l'opéra, ainsi que plusieurs éléments intérieurs, tels que le décor du plafond de la salle font l’objet d’une inscription au titre des monuments historiques depuis le 29 octobre 1975. Les façades et les toitures donnant sur la place de la Mairie, la rue de Brillac et la rue de Coëtquen et les éléments non-protégés du passage dit de la Galerie du théâtre font l’objet d’une inscription au titre des monuments historiques depuis le 30 décembre 1983.
Entre 1997 et 1998, 50 millions de francs de travaux sont effectués à l'intérieur de l'opéra. Les travaux se focalise sur le renouvellement du mobilier de la salle de spectacle, l'amélioration de la ventilation et de l'éclairage ainsi que la restauration du plafond peint. La scène et la fosse sont également agrandies pour répondre au besoin de production artistiques.
De 2005 à 2017, la direction de l'Opéra est assurée par Alain Surrans, nommé par la suite directeur d'Angers-Nantes Opéra en 2017.

En septembre 2018, Matthieu Rietzler prend la direction de l'Opéra de Rennes.

## Opéra en plein air
Initiée en 2009, l'œuvre lyrique de fin de saison est retransmise en direct sur la place de la Mairie devant 6 000 à 8 000 spectateurs,, ainsi que dans plusieurs autres lieux de la ville et de la région, permettant ainsi de toucher un plus large public,.
| Année | Titre                  | Compositeur             | Mise en scène                  |
| ----- | ---------------------- | ----------------------- | ------------------------------ |
| 2009  | Don Giovanni           | Wolfgang Amadeus Mozart | -                              |
| 2011  | L'Enlèvement au sérail | Wolfgang Amadeus Mozart | Vincent Vittoz                 |
| 2013  | La traviata            | Giuseppe Verdi          | Jean-Romain Vesperini          |
| 2015  | La Cenerentola         | Gioachino Rossini       | Jérôme Savary                  |
| 2017  | Carmen                 | Georges Bizet           | Nicola Berloffa                |
| 2019  | Le Vaisseau fantôme    | Richard Wagner          | Beverly et Rebecca Blankenship |
| 2021  | La chauve-souris       | Johann Strauss II       | Bruno de Lavenère              |
| 2022  | Madame Butterfly       | Giacomo Puccini         | Fabio Ceresa                   |
| 2023  | L'Élixir d'amour       | Gaetano Donizetti       | David Lescot                   |
| 2024  | Tosca                  | Giacomo Puccini         | SIlvia Paoli                   |
| 2025  | La Flûte enchantée     | Wolfgang Amadeus Mozart | Mathieu Bauer                  |

## Architecture

### Extérieur

Statues des muses au sommet de la façade, du nord au sud
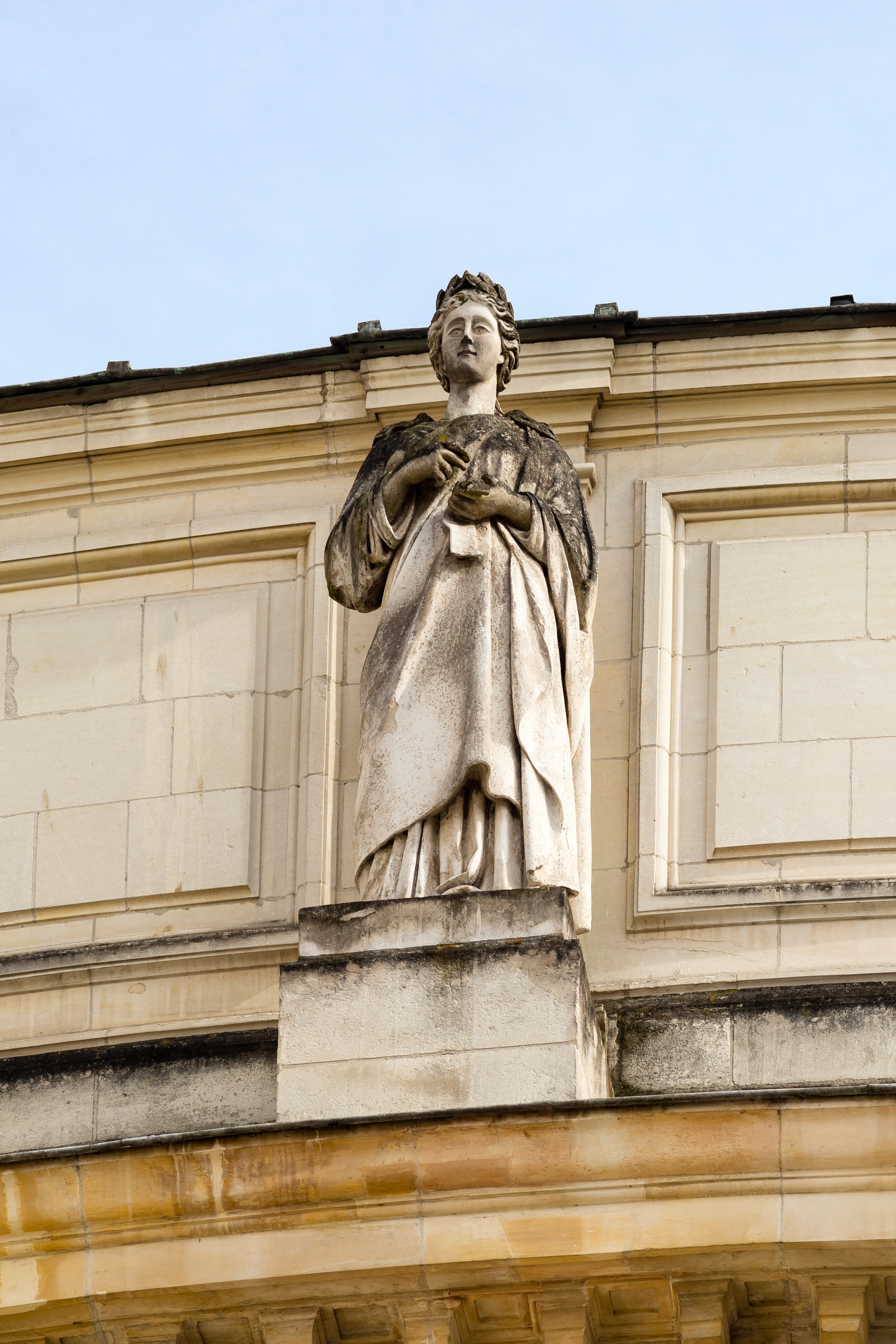
Calliope
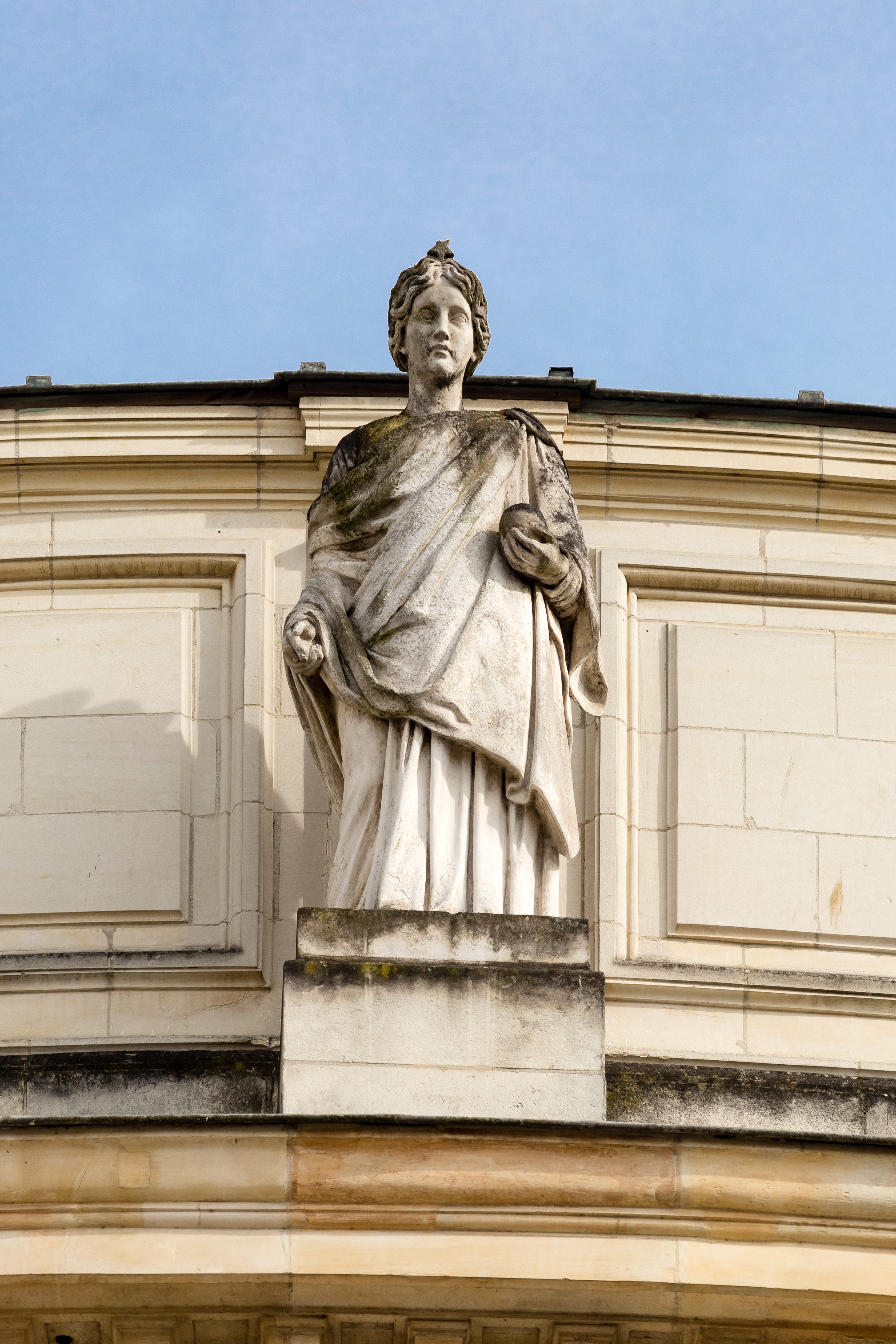
Polymnie
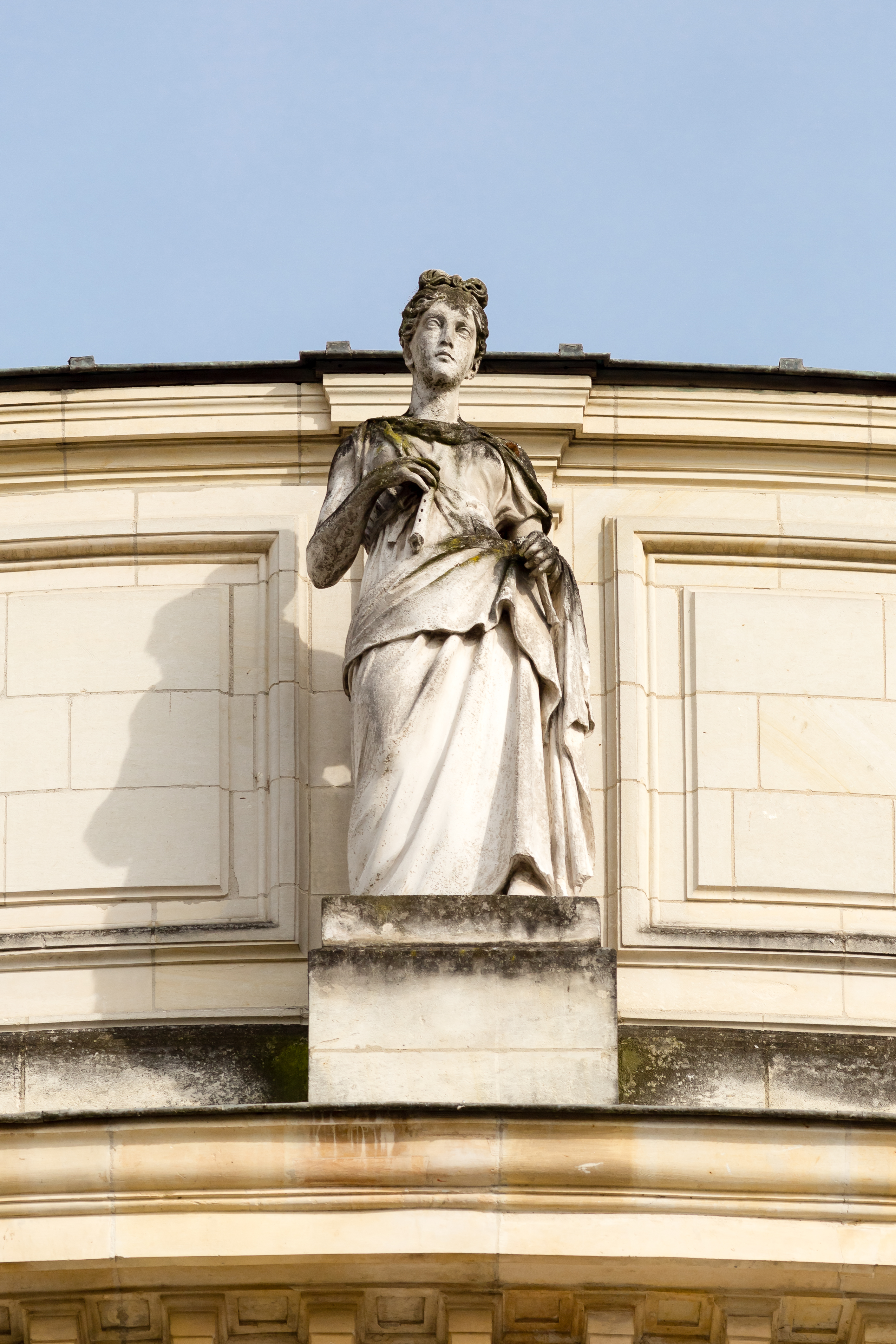
Terpsichore
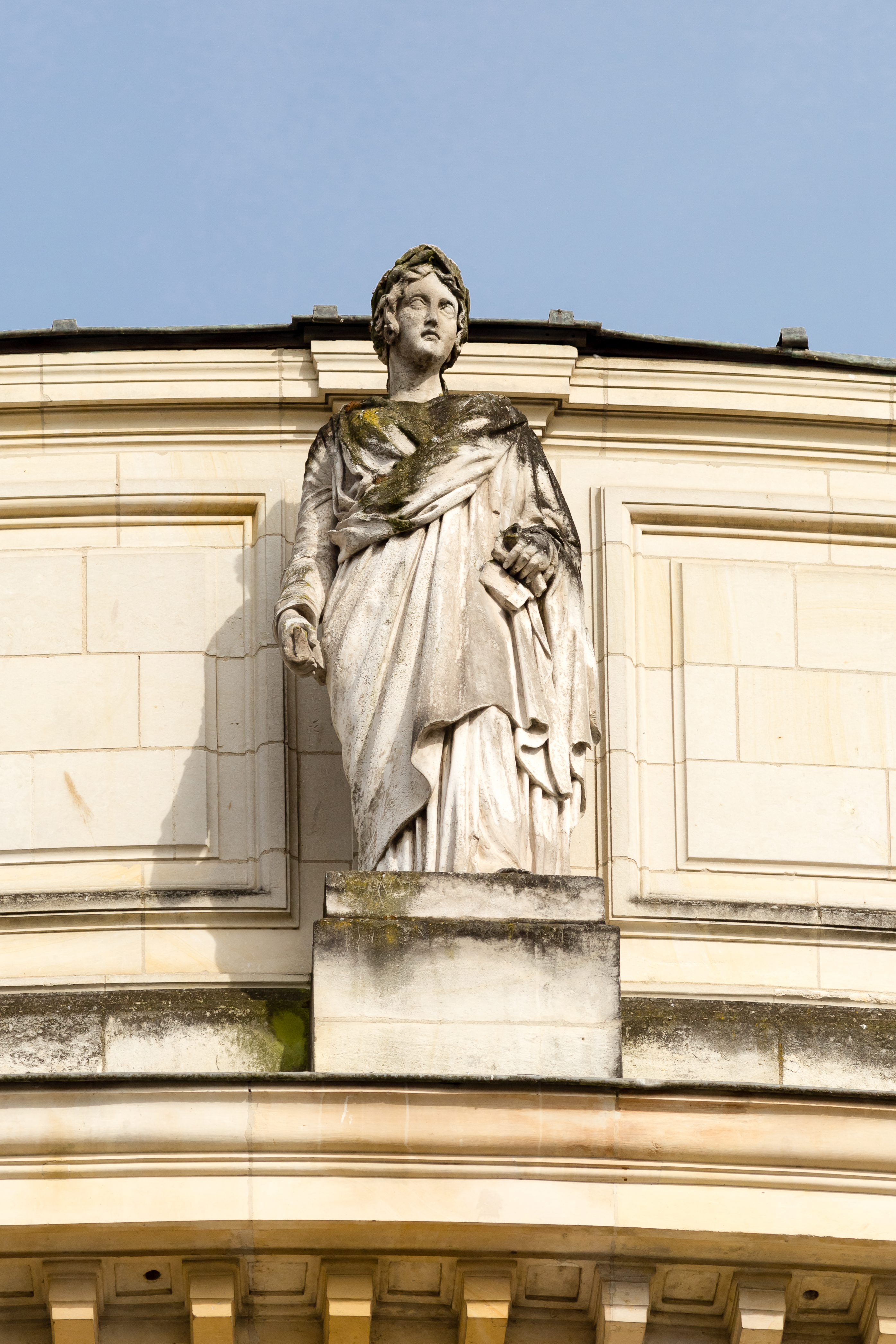
Thalie
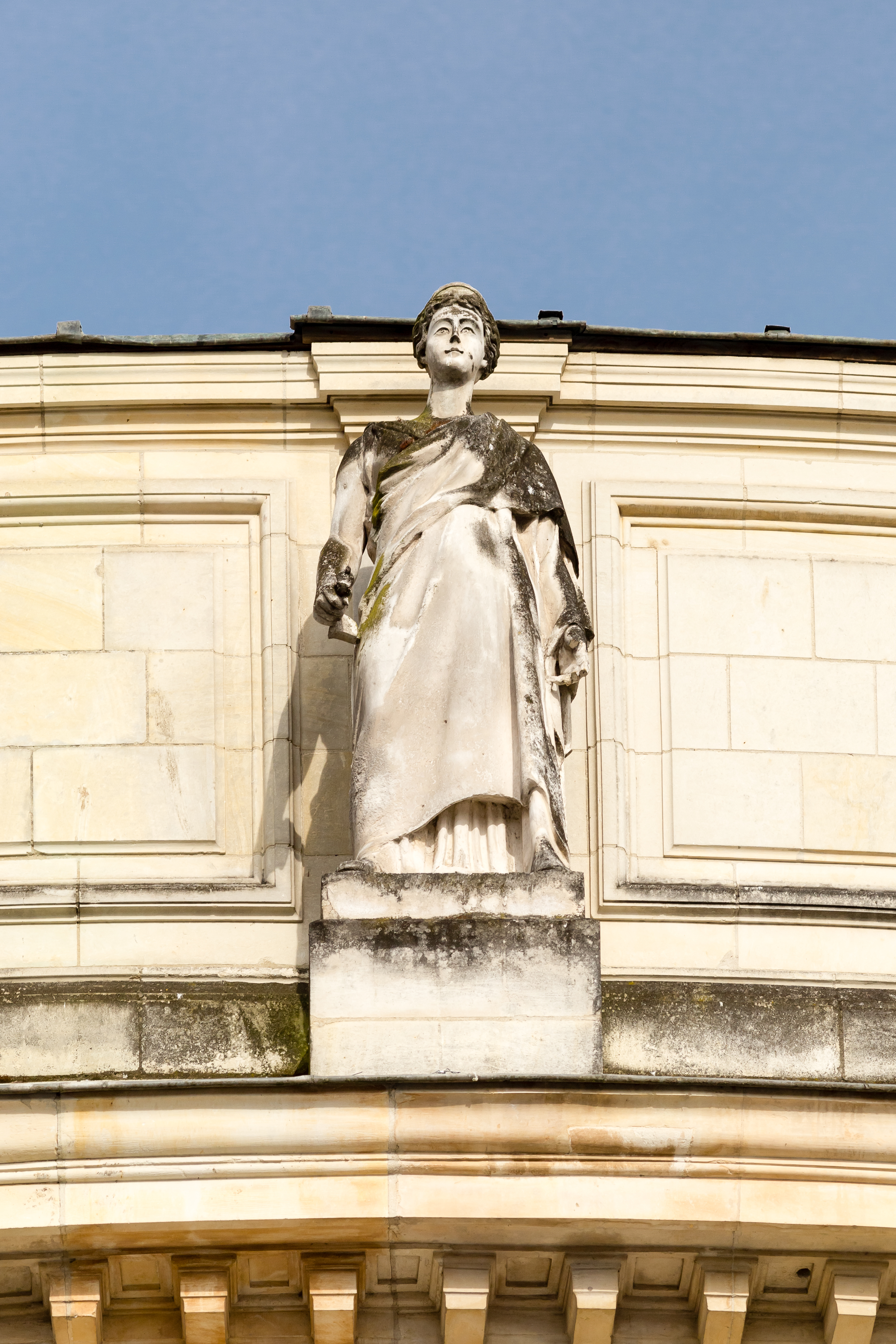
Clio
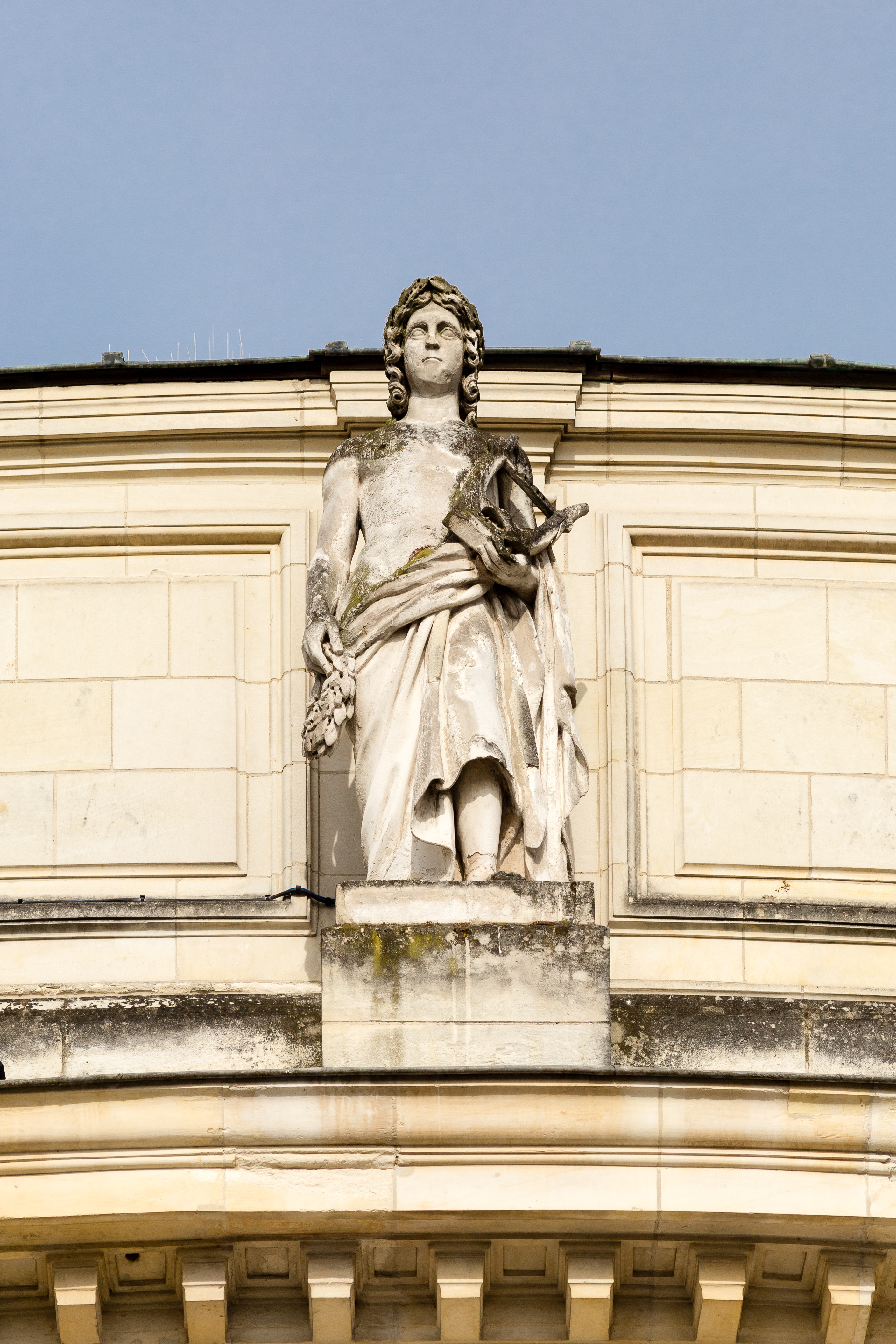
Apollon
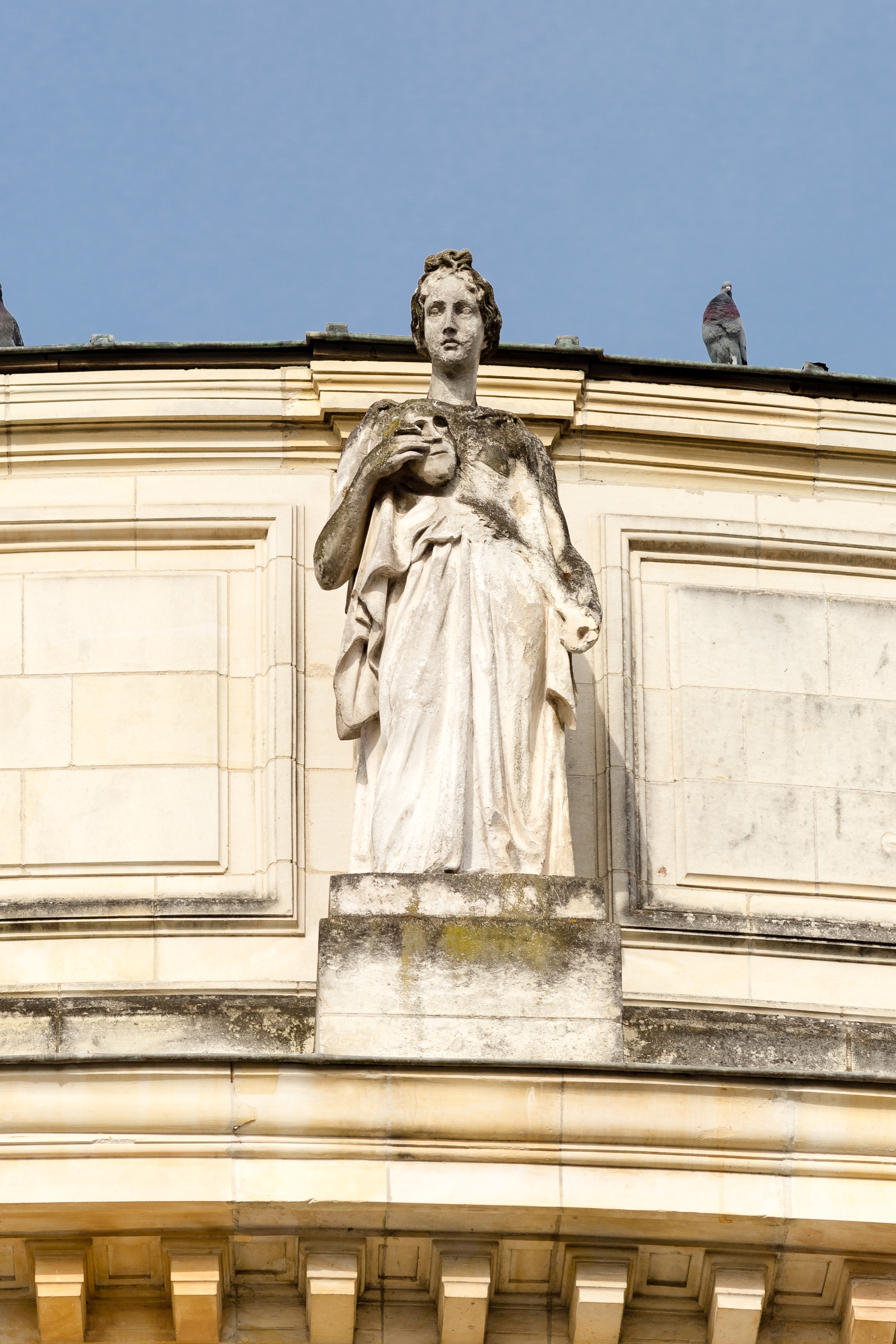
Euterpe
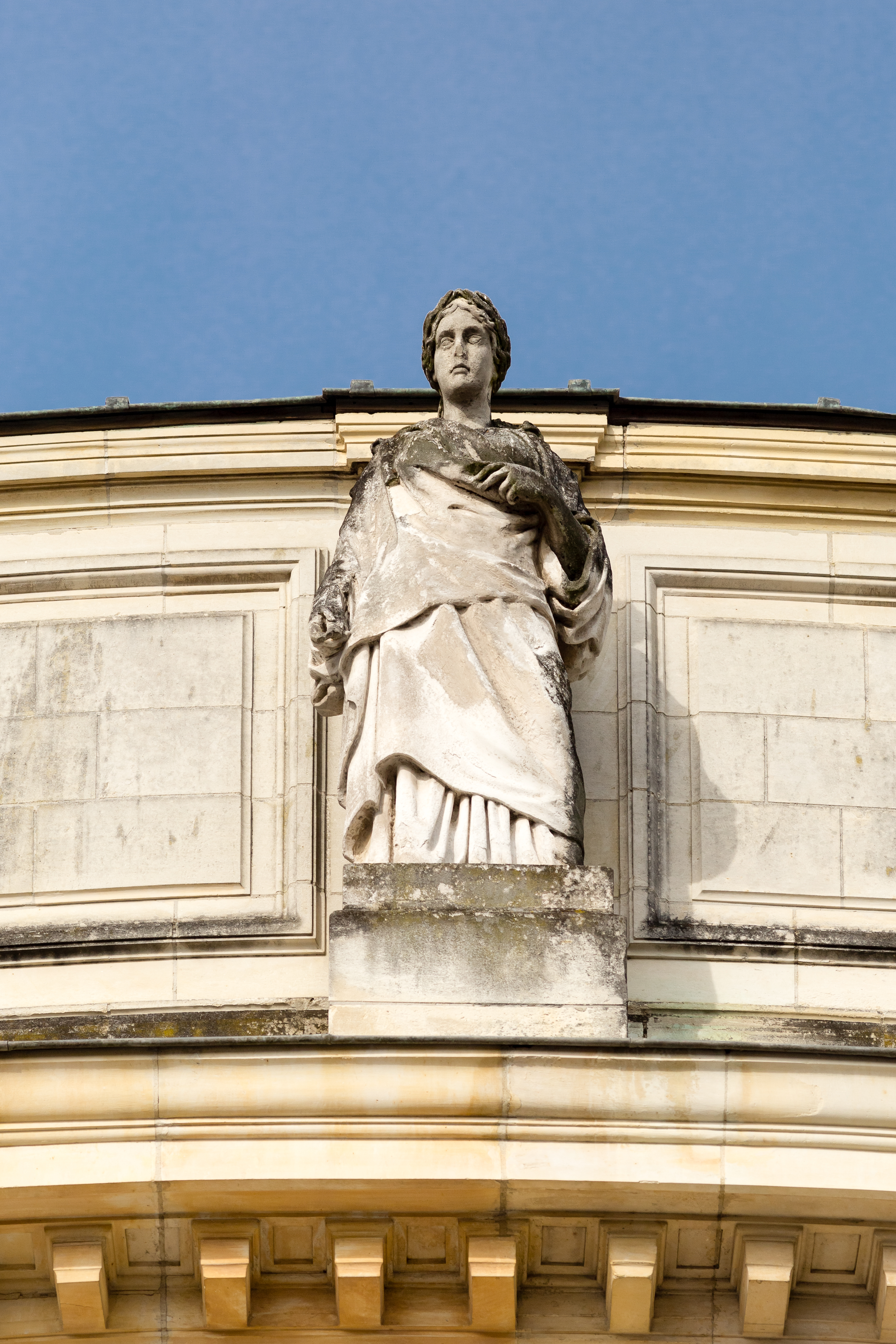
Melpomène
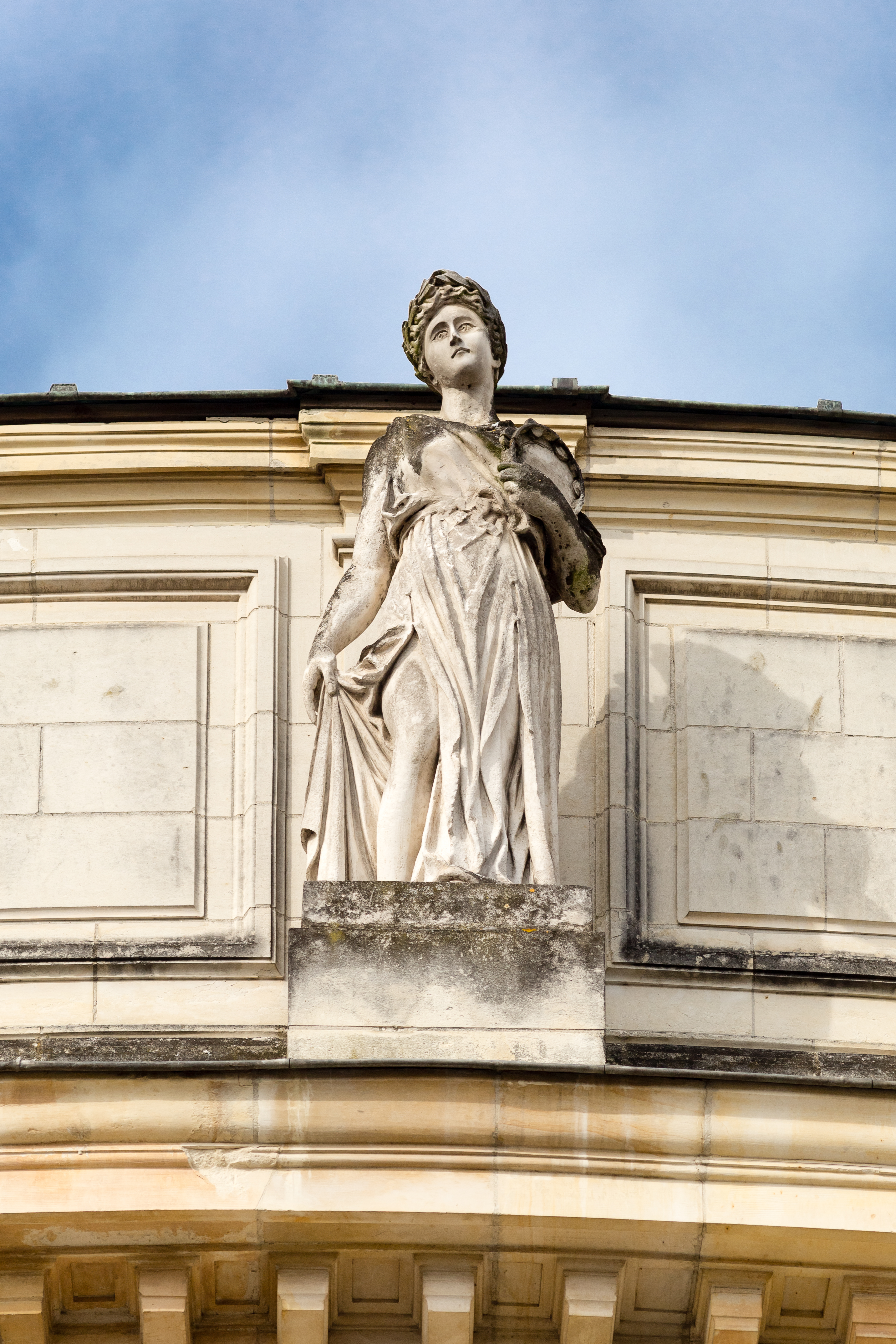
Érato
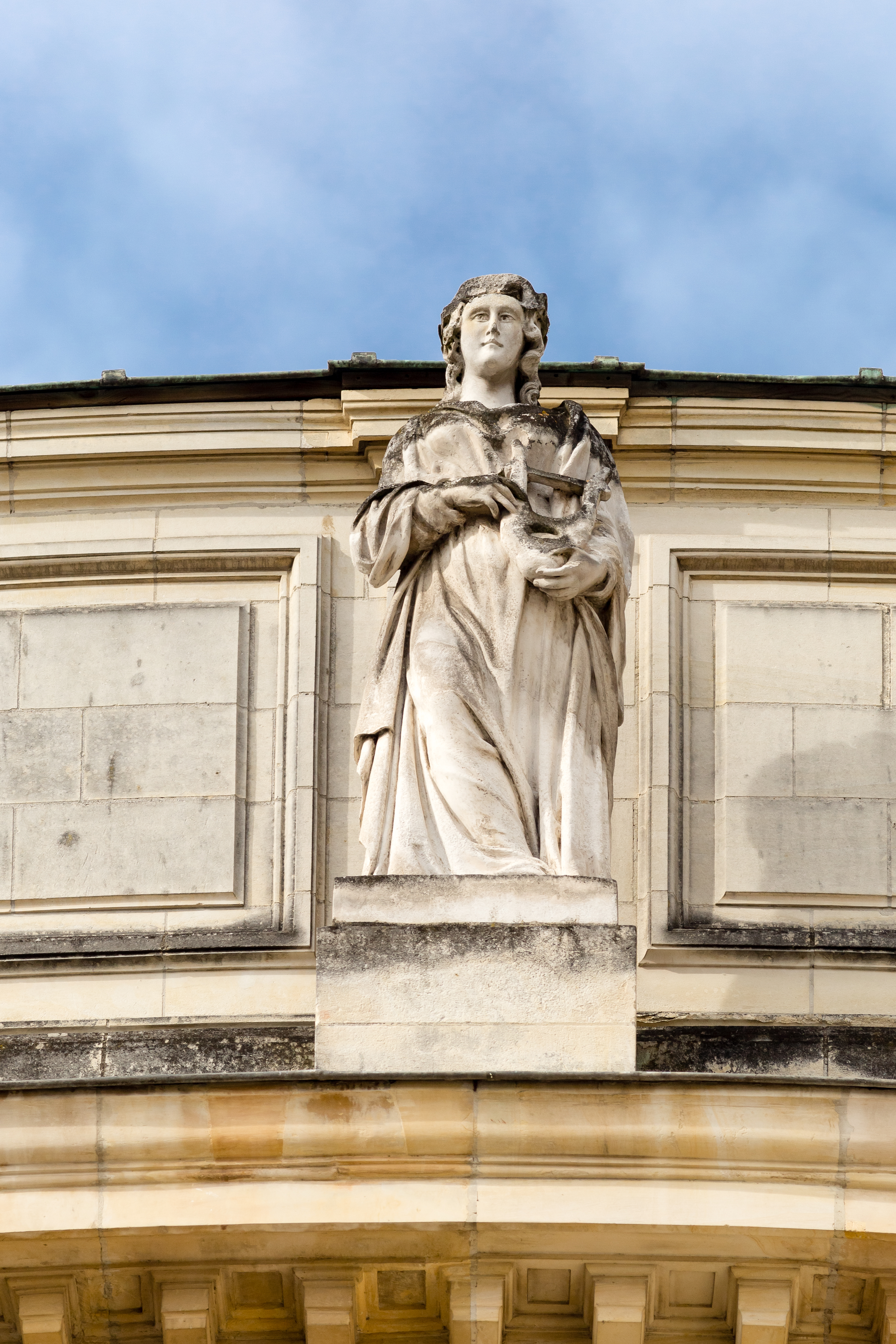
Uranie

### Intérieur

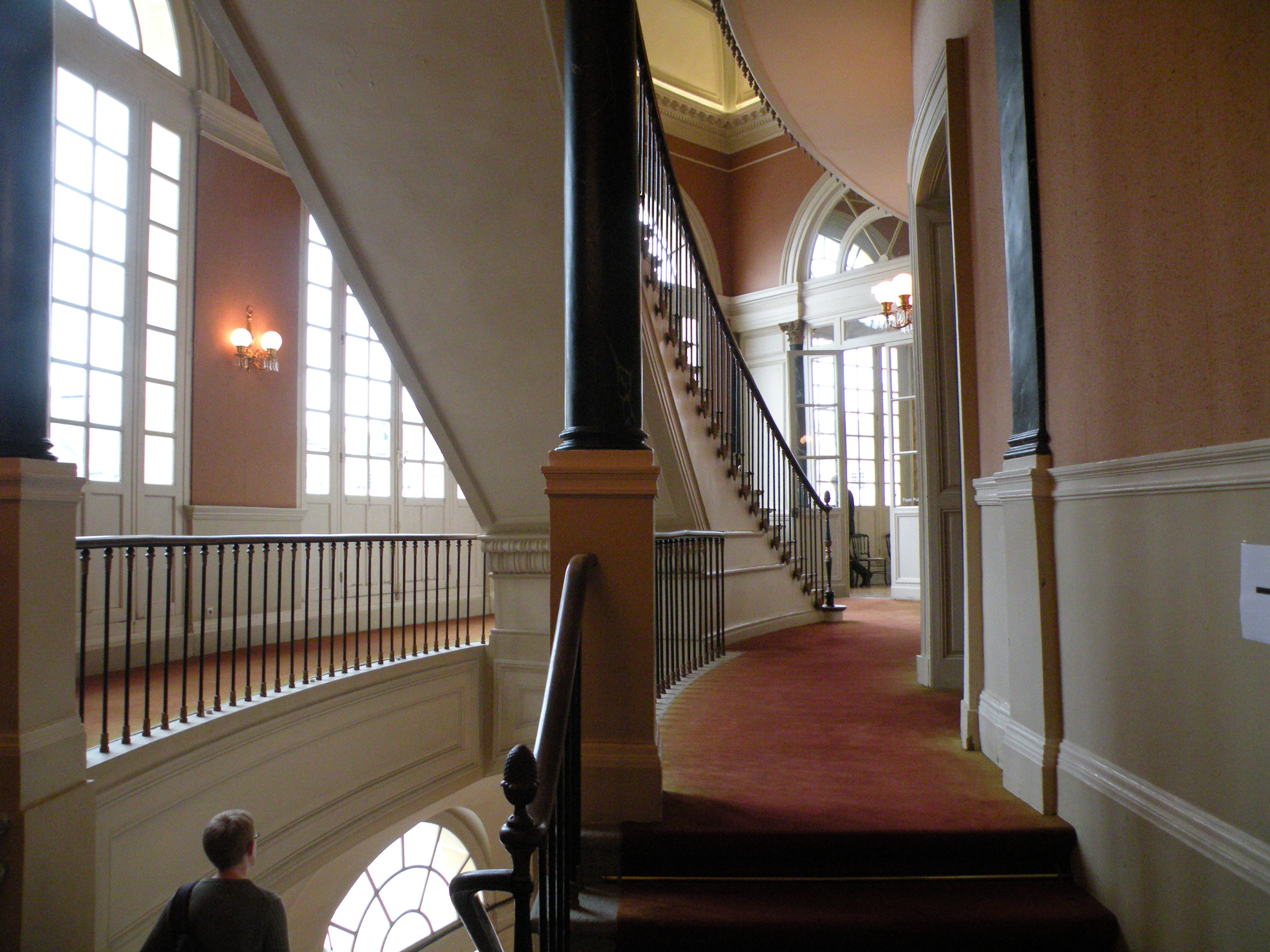
Les escaliers
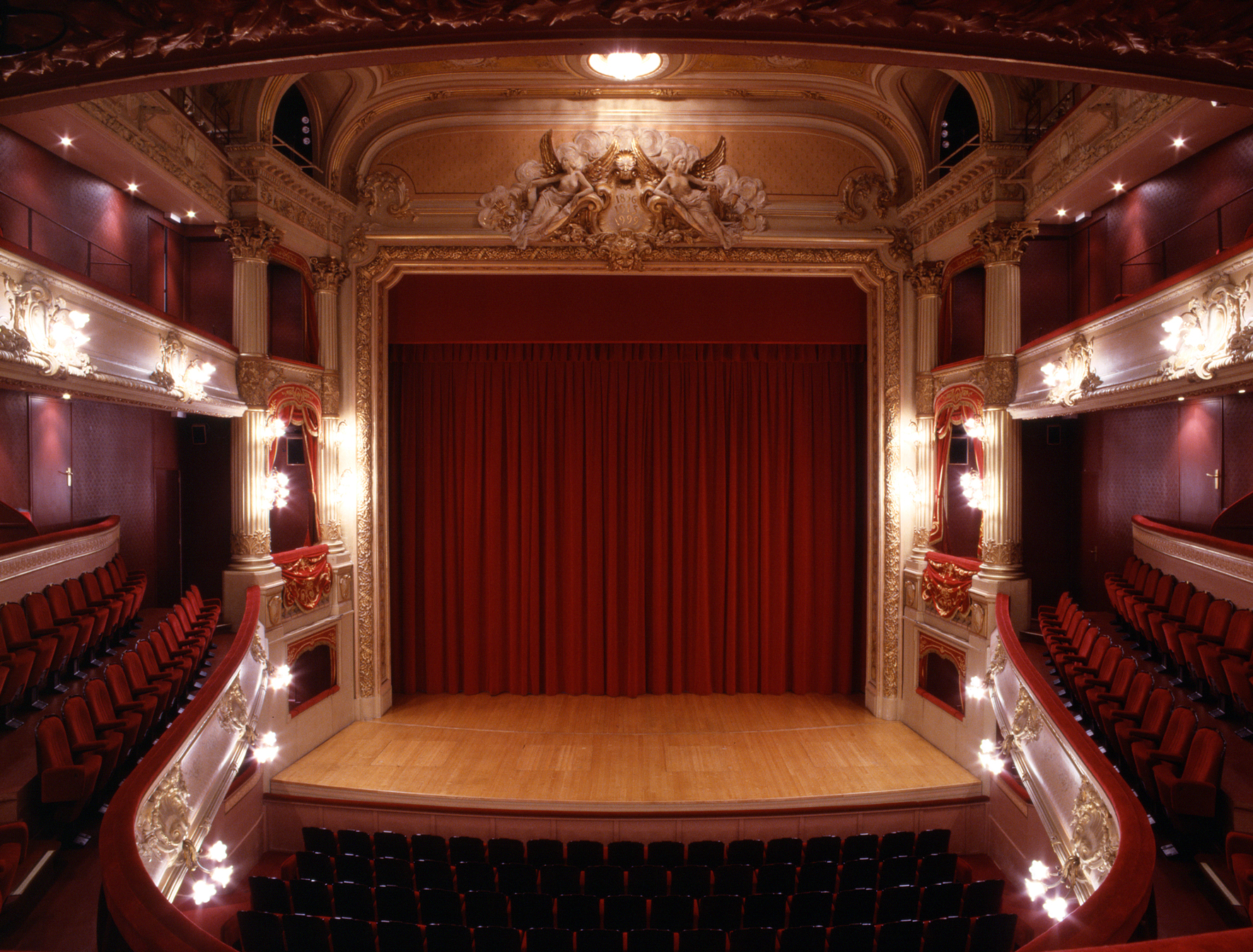
La scène
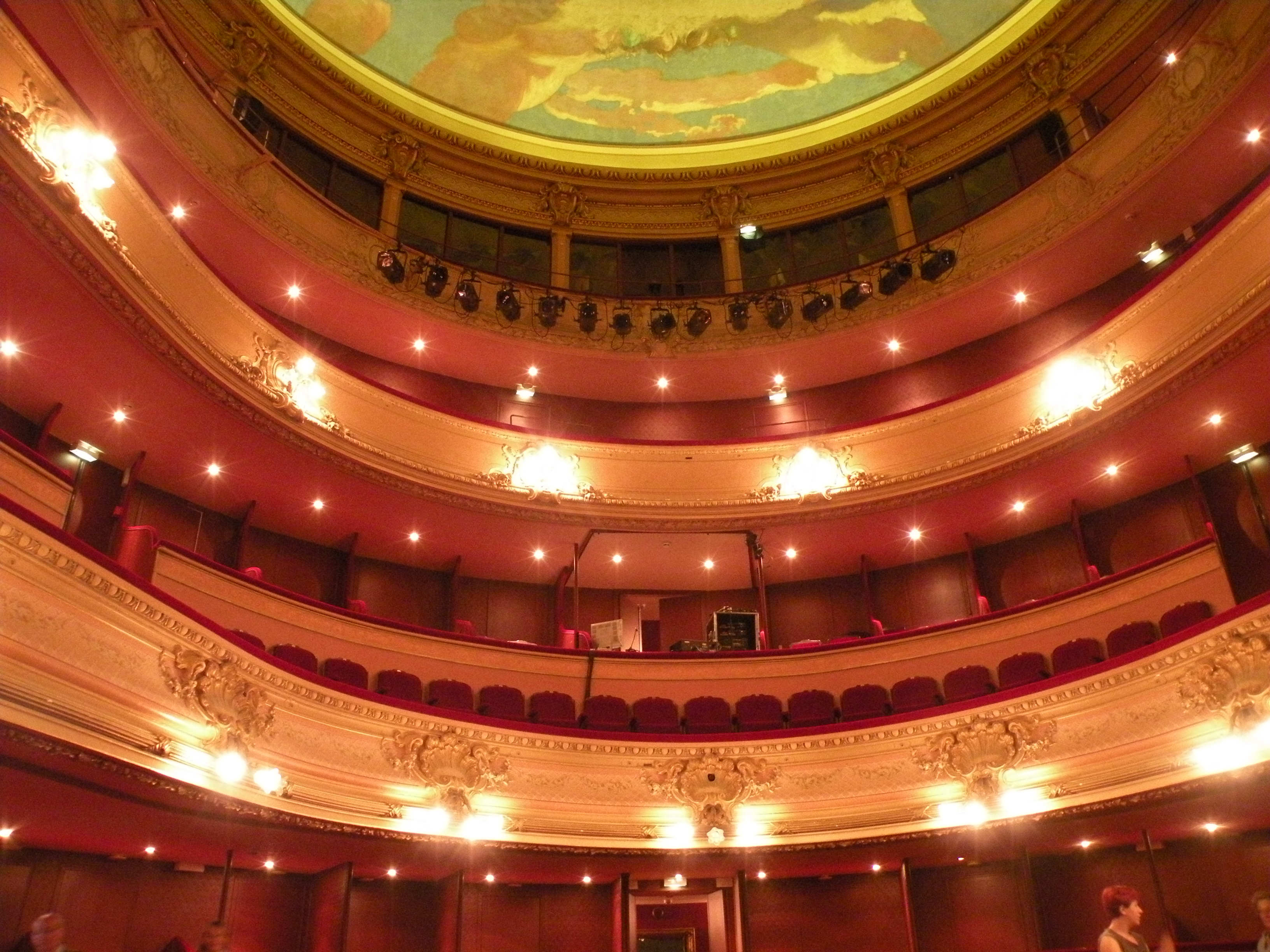
Vue d’ensemble de la salle
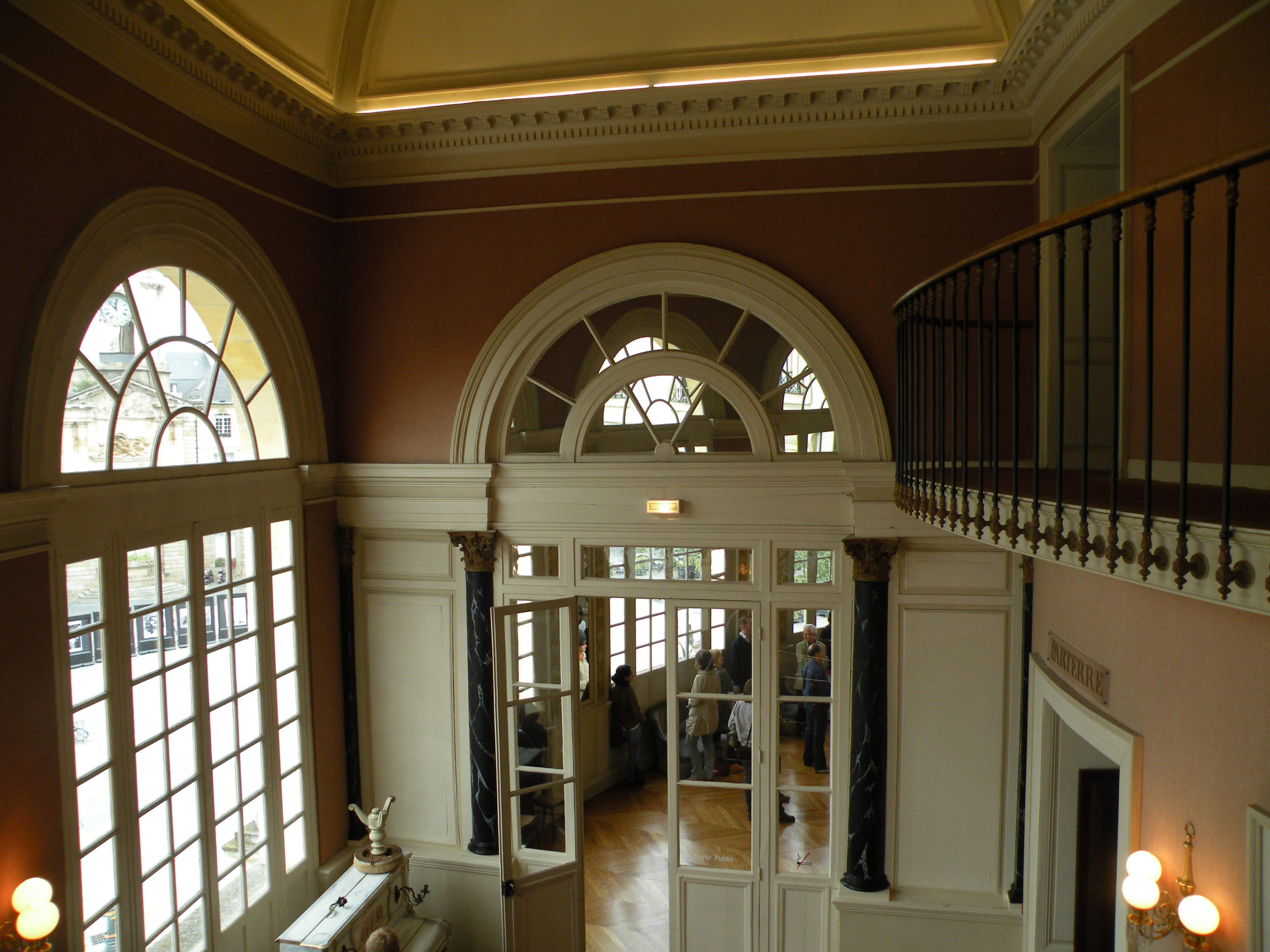
Le foyer
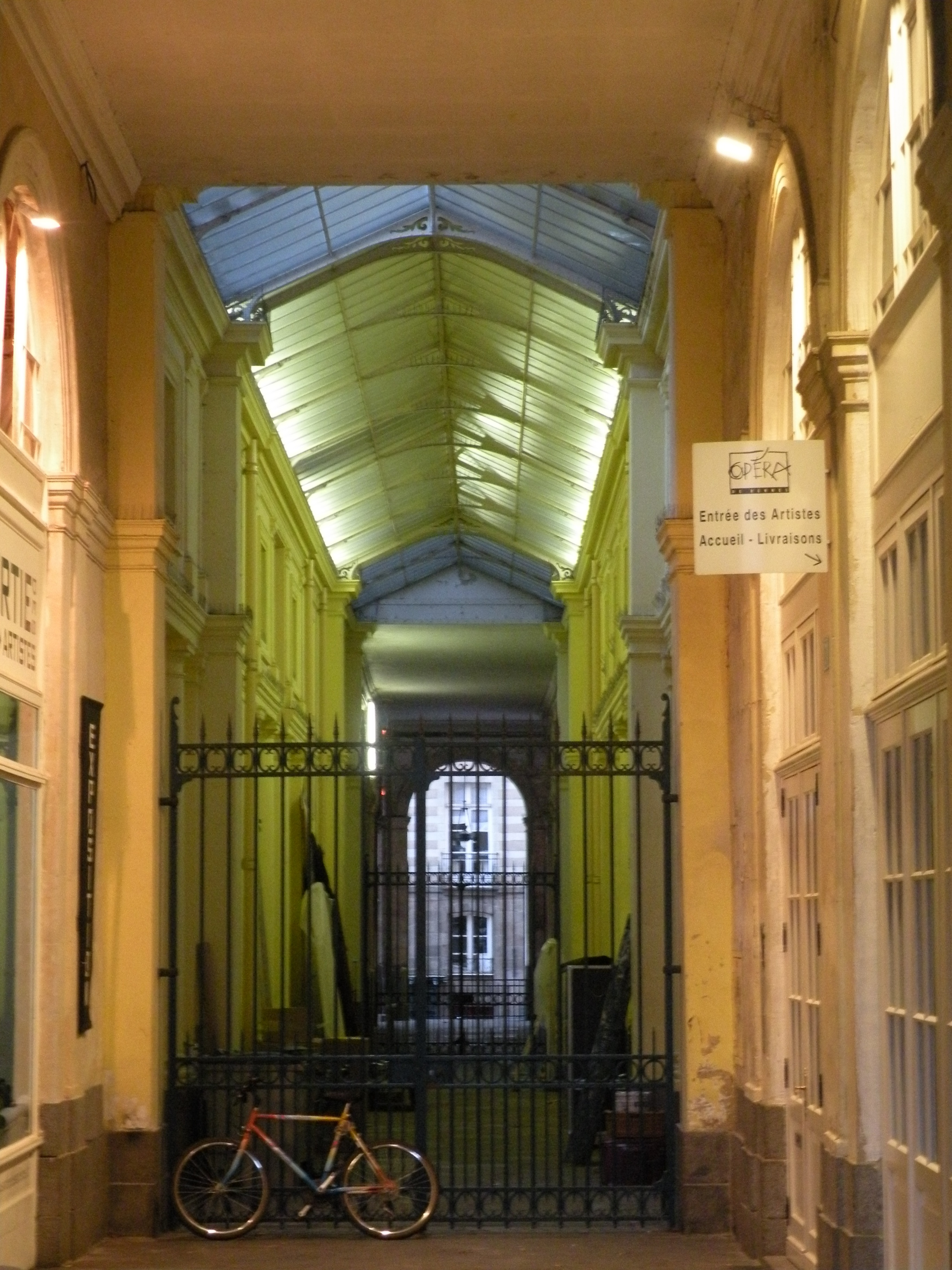
La galerie arrière

## Identité visuelle

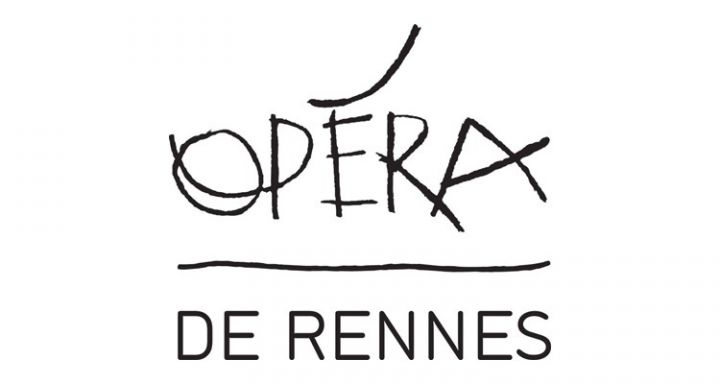
Ancien logotype
Nouveau logotype